# Brain on Fire
Brain on Fire: My Month of Madness es un superventas autobiográfico escrito por la periodista del New York Post Susannah Cahalan. Fue publicada por primera el 13 de noviembre de 2012 por Free Press en tapa dura, y luego fue reimpreso para una edición de bolsillo por Simon & Schuster, después que las dos compañías se fusionaron. El libro detalla la lucha de Cahalan con una rara enfermedad auto inmune y su eventual recuperación.

## Argumento
El libro narra los problemas que tuvo Cahalan con la Encefalitis por anticuerpos anti-NMDA y todo el proceso por el cual ella fue diagnosticada con esta clase de Encefalitis. Se despertó en un hospital sin recordar nada de lo sucedido en los meses anteriores, tiempo durante el cual tuvo episodios psicóticos y alucinaciones. Su eventual diagnóstico fue mucho más difícil de sacar dado que varios médicos la mal tacharon de alcohólica, a pesar de que no tomaba alcohol, y con trastorno esquizoafectivo. Eventualmente muchos médicos, incluyendo el Dr. Souhel Najjar, comenzaron a sospechar que Cahalan estaba sufriendo de una enfermedad autoinmune. El Dr. Najjar diagnosticó a Cahalan por medio de una prueba que consistía en dibujar un reloj, una prueba que normalmente era dada a personas que se sospechaban padecían demencia o Alzheimer. En vez de dibujar un reloj normal, la enfermedad causó que Cahalan dibujara todos los números del 1 al 12 en la parte derecha del reloj, porque el lado derecho de su cerebro, que regula el lado izquierdo del cuerpo, estaba inflamado. Najjar utilizó esto para ayudar al diagnóstico de Cahalan y empezar su camino hacia la recuperación. 
El libro también cubre la vida de Cahalan después de su recuperación, incluyendo sus reacciones ante las grabaciones de sus episodios psicóticos. Cahalan además analiza sus síntomas previos a la hospitalización, ya que se le había diagnosticado previamente tanto por un psiquiatra como por ella misma con Trastorno Bipolar.  Mientras investigaba,  aprendió que la enfermedad era recientemente conocida y que se había descubierto oficialmente tres años antes de que se enfermara. Su búsqueda indicó que en 2009 muchas personas con la enfermedad no fueran bien diagnosticadas ni se supo lo que tenían. Cahalan fue afortunada de ser diagnosticada correctamente porque, conforme a las evaluaciones del Dr. Najjar, sólo el 10% de las personas con la enfermedad son debidamente diagnosticadas a tiempo. Desde entonces, una mayor comprensión de la enfermedad y sus síntomas ha resultado en un diagnóstico y tratamiento más efectivo.

## Recepción
La recepción crítica de Brain on Fire fue en su mayoría positiva. El NPR comentó que la autora era "una persona que tenía un gran talento natural para la prosa" y que ella "suaviza su brutal honestidad con compasión y un dejo de vulnerabilidad". El Washington Post elogió las habilidades de investigación de Cahalan para el libro, ya que señalaron que se basó tan solamente en la información proporcionada por otros, incluyendo los miembros de su familia y documentos médicos.

## Adaptación Cinematográfica
En mayo de 2014, se anunció que el superventas Brain on Fire iba a ser adaptado a la pantalla grande. La actriz  Chloë Grace Moretz  interpretaría a Cahalan y Charlize Theron produciría la película.